# Евералдо Стум
Евералдо Стум (порт. Everaldo Stum, нар. 5 липня 1991, Гарібалді) — бразильський футболіст, нападник клубу «Флуміненсе».

## Ігрова кар'єра
Народився 5 липня 1991 року в місті Гарібалді, штат Ріу-Гранді-ду-Сул. Вихованець юнацьких команд футбольних клубів «Еспортіво» та «Греміо».
У дорослому футболі дебютував 2011 року виступами за команду «Греміо», але основним гравцем не став, тому здавався в оренди до клубів «Кашіас», «ССА Масейо» та «Фігейренсе», а 2015 року підписав з останніми повноцінний контракт.
Евералдо не зміг закріпитися у «Фігейренсе» та покинув клуб наприкінці липня 2015 року і решту сезону провів у «Пайсанду» (Белен) з Серії B. Згодом він грав за інші ісцеві клуби «Агуа Санта» і «Санта-Круз» (Ресіфі), а у липні 2016 року він вирушив до Саудівської Аравії, ставши гравцем «Аль-Фейсалі». Він залишався в країні лише до початку 2017 року, після чого повернувся на батьківщину, де того сезону грав за «Греміо Новурізонтіно» та «Атлетіко Гояніенсе».
У липні 2017 року він переїхав до Мексики, щоб приєднатися до футбольного клубу «Керетаро», уклавши контракт на три роки. На початку 2019 року Евералдо був відданий в оренду бразильському «Шапекоенсе». 
На початку 2020 року він знову переїхав за кордон, ставши гравцем японського клубу «Касіма Антлерс». У свій перший рік у Японії він був обраний до символічної збірної Джей-Ліги.
Наприкінці грудня 2022 року було оголошено про його повернення до Бразилії, де він підписав контракт з клубом «Баїя» до 2025 року. По його завершенні на початку 2025 року Евералдо перейшов до «Флуміненсе», підписавши контракт до кінця 2026 року. Станом на 25 червня 2025 року відіграв за команду з Ріо-де-Жанейро 11 матчів в національному чемпіонаті.

## Титули і досягнення
- Чемпіон штату Баїя: 2023

### Індивідуальні
- Найкращий бомбардир чемпіонату штату Алагоас: 2013 (13 голів)[9]
- У символічній збірній Джей-Ліги: 2020
- Найкращий бомбардир Кубка Імператора Японії: 2021 (5 голів)